# Popis ruskih federalnih subjekata po broju stanovnika
Ovo je popis ruskih federalnih subjekata po broju stanovnika, prema popisu stanovništva 2002.
Ukupan broj stanovnika je bio 145.166.731. Stanovnici koji su živili izvan Ruske Federacije nisu uključeni u popis.
1. savezni grad Moskva: 10.382.754;
2. Moskovska oblast: 6.618.538;
3. Krasnodarski kraj: 5.125.221;
4. savezni grad Petrograd: 4.661.219;
5. Sverdlovska oblast: 4.486.214;
6. Rostovska oblast: 4.404.013;
7. Baškortostan: 4.104.336;
8. Tatarstan: 3.779.265;
9. Čeljabinska oblast: 3.603.339;
10. Nižnjenovgorodska oblast: 3.524.028;
11. Tjumenjska oblast : 3.264.841 (uključiva Hantijsko-mansijsku i Jamalskonenečki AO, bez njih 1.325.018);
12. Samarska oblast; 3.239.737;
13. Krasnojarski kraj: 2.966.042 (uključiva Evenčki i Tajmirski AO, bez njih 2.908.559);
14. Kemerovska oblast: 2.899.142;
15. Permski kraj*: 2.819.421;
16. Stavropoljski kraj: 2.735.139;
17. Volgogradska oblast: 2.699.223;
18. Novosibirska oblast: 2.692.251;
19. Saratovska oblast: 2.668.310;
20. Altajski kraj: 2.607.426;
21. Irkutska oblast: 2.581.705 (uključiva Ustordinski AO, bez njega 2.446.378);
22. Dagestan: 2.576.531;
23. Voroneška oblast: 2.378.803;
24. Orenburška oblast: 2.179.551;
25. Omska oblast: 2.079.220;
26. Primorski kraj: 2.071.210;
27. Tulska oblast: 1.675.758;
28. Lenjingradska oblast: 1.669.205;
29. Udmurtija: 1.570.316;
30. Vladimirska oblast: 1.523.990;
31. Belgorodska oblast: 1.511.620;
32. Kirovska oblast: 1.503.529;
33. Tverska oblast: 1.471.459;
34. Penzenska oblast: 1.452.941;
35. Habarovski kraj: 1.436.570;
36. Hantijsko-mansijski autonomni okrug – Jugra: 1.432.817 (uključena u Tjumenjsku oblast);
37. Uljanovska oblast: 1.382.811;
38. Brjanska oblast: 1.378.941;
39. Jaroslavljska oblast: 1.367.398;
40. Arhangelska oblast: 1.336.539 (uključiva Nenečki AO, bez njega 1.294.993);
41. Čuvašija: 1.313.754;
42. Vologodska oblast: 1.269.568;
43. Kurska oblast: 1.235.091;
44. Rjazanjska oblast: 1.227.910;
45. Lipecka oblast: 1.213.499;
46. Tambovska oblast: 1.178.443;
47. Čitska oblast: 1.155.346 (uključiva Aginskoburjatski AO, bez njega 1.083.133);
48. Ivanovska oblast: 1.148.329;
49. Čečenija: 1.103.686;
50. Smolenska oblast: 1.049.574;
51. Tomska oblast: 1.046.039;
52. Kaluška oblast: 1.041.641;
53. Kurganska oblast: 1.019.532;
54. Komi: 1.018.674;
55. Astrahanska oblast: 1.005.276;
56. Burjatija: 981.238;
57. Kalinjingradska oblast: 955.281;
58. Jakutija: 949.280;
59. Amurska oblast: 902.844;
60. Kabardino-Balkarija: 901.494;
61. Murmanska oblast: 892.534;
62. Mordovija: 888.766;
63. Orelska oblast: 860.262;
64. Pskovska oblast: 760.810;
65. Kostromska oblast: 736.641;
66. Marij El: 727.979;
67. Karelija: 716.281;
68. Sjeverna Osetija-Alanija: 710.275;
69. Novgorodska oblast: 694.355;
70. Sahalinska oblast: 546.695;
71. Hakasija: 546.072;
72. Jamalskonenečki autonomni okrug: 507.006 (uključen u Tjumenjsku oblast);
73. Ingušetija: 467.294;
74. Adigeja: 447.109;
75. Karačajevo-Čerkezija: 439.470;
76. Kamčatska oblast: 358.801 (uključiva Korjački AO, bez njega 333.644);
77. Tuva: 305.510;
78. Kalmikija: 292.410;
79. Altaj: 202.947;
80. Židovska autonomna oblast: 190.915;
81. Magadanska oblast: 182.726;
82. Ustordinski autonomni okrug: 135.327 (uključen u Irkutsku oblast);
83. Aginskoburjatski AO: 72.213 (uključen u Čitsku oblast);
84. Čukotski AO: 53.824;
85. Nenečki autonomni okrug: 41.546 (uključen u Arhangelsku oblast);
86. Tajmirski AO: 39.786 (uključen u Krasnojarski kraj);
87. Korjački AO: 25.157 (uključen u Kamčatsku oblast);
88. Evenčki AO: 17.697 (uključen u Krasnojarski kraj)

* Permski kraj je uspostavljen 1. prosinca 2005., spajanjem Permske oblasti i Komi-Permjačkog okruga. Ali, svi podatci o stanovništvu su dani po stanju od 2002. godine, kada su ta dva subjekta još bila odvojena.

## Poveznice
- Ruski federalni subjekti prema savezni okruzi
- Popis_ruskih_federalnih_subjekata_po_površini

Napomena: Pojedini ruski federalni subjekti su dijelom inih, većih subjekata. Sukladno tome, u Tjumenjskoj oblasti se nalazi Hantijsko-mansijska i Jamalskonenečki autonomni okrug, Krasnojarski kraj sadrži i Tajmirski i Evenčki AO, itd. Gdjegod je bilo moguće, obuhvaćajući subjekt je naveden sa svim svojim sastavnim dijelima.